# Joseph Dominik Rogg

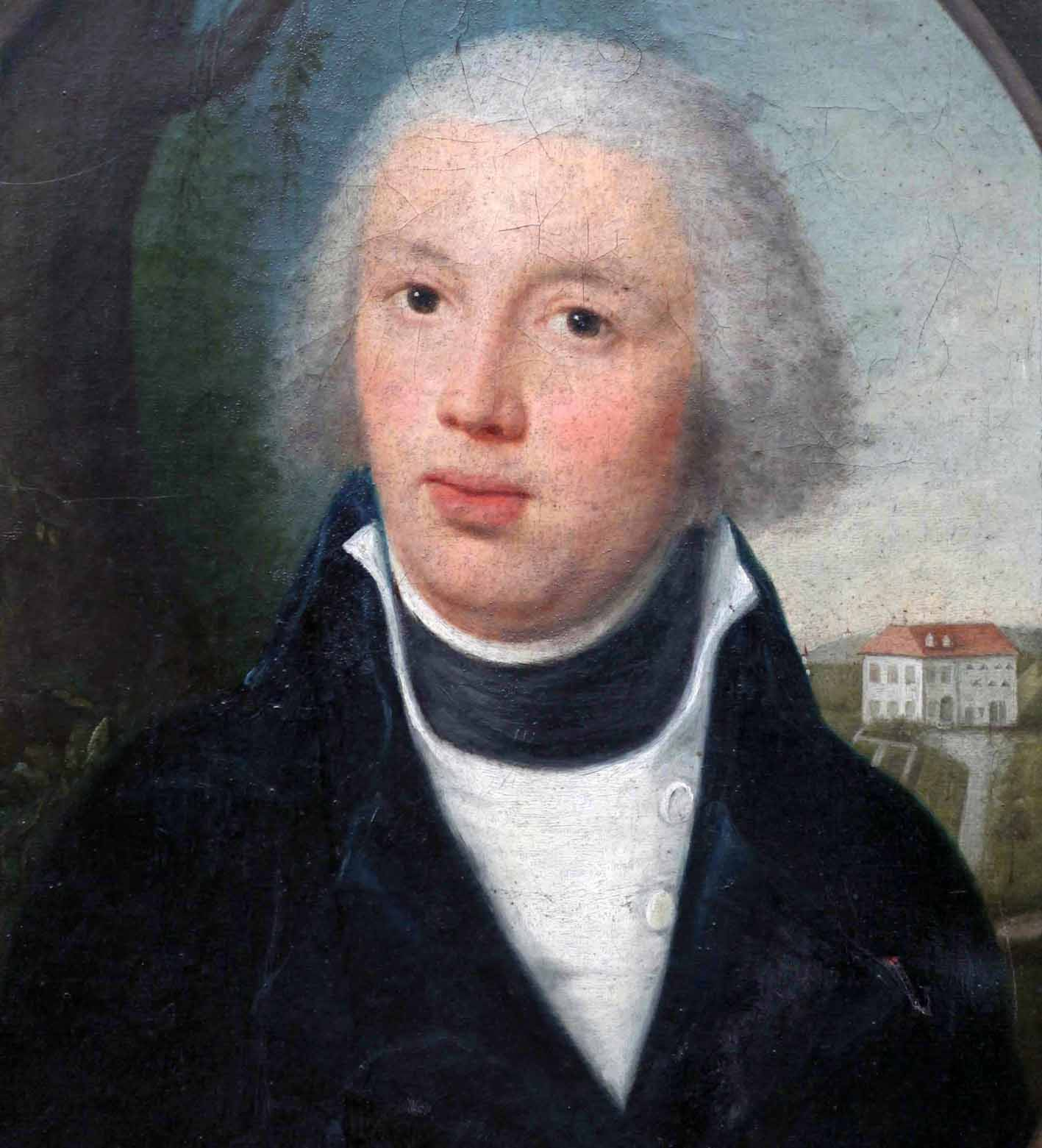
Joseph Dominik Rogg

Joseph Dominik Maximin Otmar Kaspar Rogg (* 22. Januar 1777 in Frauenfeld; † 8. September 1816 ebenda) war ein Schweizer Politiker und Regierungsrat des Kantons Thurgau.

## Biografie
Joseph Dominik Rogg war ein Sohn des Stadtschreibers und Gastwirts Joseph Leontius Dominik Ferdinand Rogg (1745–1799) und der Maria Josefa, geb. Keller (1755–1782). Ein direkter Vorfahre von ihm war der Schultheiss Johann Conrad Rogg. Im Jahr 1801 heiratete er Beatrix Dominica, geb. Egloff (1778–1833), deren Bruder, Carl Martin Egloff, Vater der blinden Dichterin Luise Egloff war. Der Grossvater von Beatrix Dominica Egloff war Franz Caspar Benedikt Egloff (Arzt und Professor in Innsbruck). Ein Sohn von Joseph Dominik und Beatrix Dominica Rogg-Egloff, Dominik Rogg, war Thurgauer Grossrat, Bezirksgerichtspräsident und Klosterverwalter.
1798/99 weilte Rogg zur Weiterbildung (Studium der Rechtswissenschaften) in Deutschland; 1799 wurde er in den ersten Grad der Freimaurerloge „Joseph zur Einigkeit“ in Nürnberg aufgenommen. 1800 wurde er in den Erziehungsrat gewählt, 1803 zum Friedensrichter des Bezirks Frauenfeld, 1805 zum Mitglied des Schulrats. 1813 wurde er in den Grossen Rat des Kantons Thurgau gewählt, und 1815, bei der Einführung der revidierten Staatsverfassung als eines der drei katholischen Mitglieder und Nachfolger seines Verwandten Placidus Rogg, in den Kleinen Rat (Regierungsrat, Justiz- und Polizeikommission).
Rogg war Besitzer des traditionsreichen Gasthof „Schäfli“ in Frauenfeld, der während 234 Jahren, von 1692 bis 1926, im Besitz der Familie Rogg war.